# Robert Moore (director)
Robert Moore (Detroit, 7 d'agost de 1927 - Nova York, 10 de maig de 1984) fou un director teatral, de cinema i televisió estatunidenc. Moore és més conegut per la direcció de l'obra The Boys in the Band, la seva producció a Broadway, que va obtenir cinc nominacions al Premi Tony, i les seves col·laboracions - tres obres i tres pel·lícules - amb Neil Simon, incloent-hi la paròdia lleugera de detectius Un cadàver a les postres.
Com a actor, va interpretar un discapacitat gai que treballava amb Liza Minnelli en el drama de 1970 Tell Me That You Love Me, Junie Moon, i va aparèixer en dos episodis de la comèdia de situació Rhoda de Valerie Harper (per qui va dirigir setze episodis), i era un actor regular a la comèdia de situació Diana Rigg l'any 1973. Com a director de televisió cal destacar The Bob Newhart Show i la producció de 1976 Cat on a Hot Tin Roof amb Natalie Wood, Robert Wagner, Laurence Olivier, i Maureen Stapleton. Va morir de pneumònia a Nova York.
Com a director ha dirigit diversos musicals i pel·lícules:
Teatre/ musicals
- Woman of the Year (1981) nominat el 1981 al Tony Award for Best Direction of a Musical – Woman of the Year
- They're Playing Our Song (1979) nominat el 1979 als Tony Award for Best Direction of a Musical
- Deathtrap (1978) nominat el 1978 al Tony Award for Best Direction of a Play
- My Fat Friend (1974)
- Lorelei (1974)
- The Gingerbread Lady (1970)
- The Last of the Red Hot Lovers (1969) nominat el 1970 al Tony Award for Best Direction of a Play
- Promises, Promises (1968) nominat al Tony Award for Best Direction of a Musical el 1969
- The Boys in the Band premiat el 1968 amb el Drama Desk Award for Outstanding Direction of a Play

Pel·lícules
- Un cadàver a les postres (1976)
- The Cheap Detective (1978)
- Chapter Two (1979)